# Несіна Ірина Петрівна
Несіна Ірина Петрівна (05 травня 1948 р. в м. Ленінград) — кандидат біологічних наук, старший науковий співробітник, займається дослідженням генетики пухлин та медико-генетичним консультуванням, спрямованим на профілактику та ранню діагностику раку.

## Життєпис
У 1979 р. закінчила Київський національний університет ім. Т. Г. Шевченка за спеціальністю біолог — генетик, викладач біології та хімії.
В Інституті експериментальної патології, онкології і радіобіології ім. Р. Є. Кавецького НАН України працює з 1971 р. спочатку на посаді лаборанта, з 1979 р. на посаді старшого лаборанта з вищою освітою. В 1989 році пройшла по конкурсу на посаду молодшого наукового співробітника, у 1994 р. наукового співробітника, а у 1996 — старшого наукового співробітника.
У 1993 році захистила кандидатську дисертацію на тему: «Цитогенетичний аналіз лімфоцитів периферичної крові у хворих на гіперплазію та рак ендометрія» і отримала науковий ступінь кандидата біологічних наук.
У 2003 році їй було присвоєно наукове звання — старший науковий співробітник.

### Наукова діяльність
- дослідження у галузі онкології та цитогенетики
- культивування немалігнізованих і пухлинних клітин людини
- цитогенетичний аналіз хромосом, з оцінкою каріотипу, визначення кількості і типів аберацій хромосом, а також вивчення ламких сайтів хромосом
- методики класичної цитології, гістології, гістохімічної техніки та імуногістохімії
- понад 25 років досліджень спрямованих на виявлення у родоводах пробандів хворих на рак ендометрія і яєчника агрегації онкологічної патології
- вивчення генетичних основ виникнення і прогресії раку органів жіночої репродуктивної системи
- вивчення біологічних особливостей новоутворень ендометрія і яєчника, а саме оцінювання експресії ряду регуляторних білків у хворих з обтяженим сімейним анамнезом на рак і пацієнток без агрегації онкологічної патології у родинах[3]
- матеріали досліджень, викладені у 135 друкованих роботах, у тому числі 1 монографії[2]
- участь у міжнародних та вітчизняних з'їздах і конференціях